# Муслиманско освајање Јерменије
Арапско освајање Јерменије било је део муслиманских освајања након смрти Мухамеда 632. године.
Персијска Јерменија је пала под власт арапског Рашидунског калифата 645. године. Византијска Јерменија је већ освојена 638–639.

## Позадина: исламска експанзија
После Мухамедове смрти 632. године, његови наследници започели су војни поход како би увећали територију новог калифата. Током муслиманских освајања, Арапи су освојили већи део Блиског истока.

## Арапски упади и освајање Јерменије
Према арапским изворима, прва арапска експедиција је стигла до Јерменије 639/640, одмах након њиховог освајања Леванта од Византијаца и почетка муслиманског освајања Персије. Арапе је предводио Ијад ибн Ганим, који је претходно освојио Горњу Месопотамију, и продро до Битлиса. Друга експедиција се одиграла 642. године, када је муслиманска војска напредовала подељена у четири корпуса до североисточне Јерменије, да би била поражена и избачена из земље. После овог неуспеха, Арапи су 645. године предузели упад из Адарбаиџана, предвођени Салманом ибн Рабиом, али је то само дотакло јерменска погранична подручја. Тек 645/646, Муавија, гувернер Сирије, предузео је велики поход ради покоравање земље. Муавијин војсковођа Хабиб ибн Маслама ел Фихри је прво кренуо против византијског дела земље: опсео је и заузео Теодосиопољ (данашњи Ерзурум, Турска) и победио византијску војску, појачану хазарским и аланским трупама, на Еуфрату. Затим се окренуо према језеру Ван, где су му се покорили локални јерменски принчеви Ахлат и Мокс, дозволивши Хабибу да крене на Двин, главни град некадашњег персијског дела Јерменије. Двин се предао након неколико дана опсаде, као и Тифлис даље на северу у кавкаској Иберији. У исто време, друга арапска војска из Ирака, под водђством Салмана ибн Рабија, освојила је Кавкаску Албанију (Аран).
Јерменски извори, међутим, дају другачији наратив, како у хронологији, тако и у детаљима догађаја, иако је широка тежња арапских похода у складу са муслиманским изворима. Јерменски историчари извештавају да су Арапи први пут стигли 642. године, продирући до централног дела Ајрарата, и опустошили Двин, враћајући се са преко 35.000 заробљеника. Током 643. године Арапи су поново напали, из правца Адарбаиџана, опустошили Ајрарат и стигли до Иберије, али их је у бици поразио јерменски вођа Теодор Рштуни и присилио да се повуку назад. Након овог успеха, Рштунија је византијски цар Констанс II признао за владара Јерменије. У неком тренутку убрзо након овога, Јермени су признали византијско сизеренство.
Међутим, када се Констансово примирје са Арапима завршило 653. године, и када је постала могућа нова инвазија Арапа, Рштуни је добровољно пристао да се потчини муслиманима који су били надмоћнији. Као одговор, цар Констанс је лично повео војску од наводно 100.000 људи у Јерменију. Локални кнезови су се окупили код њега, и Јерменија и Иберија су се вратиле византијској страни поклонивши јој опет своју верности. После зиме проведене у Двину, Констанс је у пролеће 654. године отишао. Готово одмах након тога арапска војска је напала и заузела области на северној обали језера Ван. Уз њихову помоћ, Рштуни је иселио византијске гарнизоне из Јерменије и обезбедио арапско да га арапи признају за главног кнеза Јерменије, Иберије и Албаније. Византинци су под вођством генерала Маурианија покушали да поврате контролу над регионом, али без успеха. Током 655, чак је и византијска Јерменија нападнута, а Арапи су заузели Теодосиопољ (арапски Каликала) и учврстили контролу над земљом тако што су одвели Рштунија у Дамаск, где је умро 656, а на његово место поставили његовог ривала Хамазаспа Мамикониана. Међутим, избијањем Првог муслиманског грађанског рата 657. године, ефективна арапска власт у земљи је престала и Мамикониан се готово одмах вратио под византијску власт.
Ови догађаји су спојени у јединствени поход 645/646 у арапским изворима, који изостављају било какве детаље о унутрашњим пословима Јерменије или признавању византијског сизеренства тамо, и приказују земљу тако да је она тада била чврсто под арапским сизеренством и да је њоме управљао Хабиба ел Фихриј након похода. Савремени историчари генерално сматрају да је савремени извештај о Себеосу (који делимично поткрепљује византијски хроничар Теофан Исповедник) поузданији и предлажу различите реконструкције раних арапских упада између 640. и 650. године, на основу критичког читања извора ; јасно је, међутим, да се земља у овом тренутку није потчинила арапској власти.
Међутим,661. године, Муавија, сада победник муслиманског грађанског рата, наредио је јерменским принчевима да се поново потчине његовој власти и плате данак. Да би избегли нови рат, принчеви су се повиновали томе.

## Јерменија у саставу Калифата
Теодор Рштуни и други јерменски нахарари (господари) прихватили су арапску власт над Јерменијом. Византијски цар, Констанс II, слао је повремена појачања у Јерменију, али су она била неадекватна. Заповедник града Двина, Смбат, суочен са чињеницом да више није могао да издржи против исламске војске, подвргао се калифу Омару, пристајући да му ода почаст.
Током 644. године, Омара је убио персијски роб, а заменио га је калиф Осман. Јерменско прихватање арапске власти иритирало је Византијце. Цар Констанс је послао своје људе у Јерменију како би наметнуо халкедонско хришћанско учење.
 Није успео у свом доктринарном циљу, али је нови јерменски префект Хамазасп, који је сматрао да су порези које су наметнули муслимани претешки, попустио пред царем.
Јерменија је остала под арапском влашћу отприлике 200 година, формално почев од 645. године н.е. Током многих година владавине Омејада и Абасида, јерменски хришћани су имали користи од политичке аутономије и релативне верске слободе, али су сматрани грађанима другог реда (дхими статус). Међутим, у почетку то није био случај. Освајачи су прво покушали да приморају Јермене да прихвате ислам, подстакавши многе грађане да побегну у Јерменију под контролом Византије,коју су муслимани углавном оставили због њеног суровог и планинског терена. Ова политика је такође изазвала неколико побуна све док Јерменска црква коначно није почела да уживала веће признање чак и у већој мери него што је то доживела под византијском или сасанидском јурисдикцијом. Калиф је одредио Остикане за гувернере и представнике, који су понекад били Јерменског порекла. На пример, први остикан био је Теодор Рштуни. Међутим, заповедник војске од 15 000 људи увек је био Јерменског порекла, често из породица Мамикониан, Багратуни или Артсруни, с тим да је породица Рштуни имала највећи број трупа са 10 000 људи. Он би бранио земљу од странаца, или би помагао калифу у његовим војним експедицијама. На пример, Јермени су помагали Калифату против хазарских освајача.
Арапску владавину су прекидале многе побуне кад год су Арапи покушали да наметну ислам или веће порезе (џизија) народу Јерменије. Међутим, ове побуне су биле спорадичне и повремене. Никада нису имали пан-јерменски карактер. Арапи су користили ривалство између различитих јерменских нахарара како би обуздали побуне. Тако су породице Мамикониан, Рштуни, Камсаракан и Гнуни постепено слабиле у корист породица Багратуни и Артсруни.
 Побуне су довеле до стварања легендарног лика Давида од Сасуна.
Током исламске владавине, Арапи из других делова Калифата населили су се у Јерменији. До 9. века постојала је добро успостављена класа арапских емира, више или мање еквивалентна јерменским нахарарима.
На крају овог периода, 885. године, основано је Багратидско краљевство Јерменија са Ашотом I, хришћанским краљем, као првим монархом. Спремност Византијског царства и Абасидског калифата да признају постојање краљевине произилазило је из потребе да се између њих одржи тампон држава. Нарочито за Калифат, Јерменија је била пожељнија као тампон, а не као провинција због претњи Хазара, који су били савезници са Византијом. Ашотова власт и они који су га наследили увели су период мира, уметничког раста и књижевне делатности. Овај период се назива другим јерменским златним добом и манифестује се у величанственим црквама изграђеним и илустрованим рукописима насталим током тог периода.